# 中国中車大同電力機車
中国中車大同電力機車有限責任公司（ちゅうごくちゅうしゃだいいどうでんりょくきしゃゆうげんこうし Datong Electric Locomotive Co., Ltd.）は中華人民共和国山西省大同市にある鉄道、軌道車輛の設計、製作を行う中国北車集団のグループ企業。

## 沿革
- 1954年 : 大同機車廠として発足。
- 1988年 : 蒸気機関車の生産を終了。
- 1997年 : ISO9001取得
- 1999年 : 大同電力機車廠に改称、電気動力車製造に特化する。
- 2000年9月 - 国有企業の分割化に伴い、中国機車車輛総公司工業が分割され、中国北方機車車輛工業集団公司(中国北車)の傘下となる。
- 2005年 : アルストムと提携する。
- 2015年6月 - 中国北車と中国南車とが合併し設立された中国中車の傘下となり、中車大同電力機車に改称。

## 主な事業

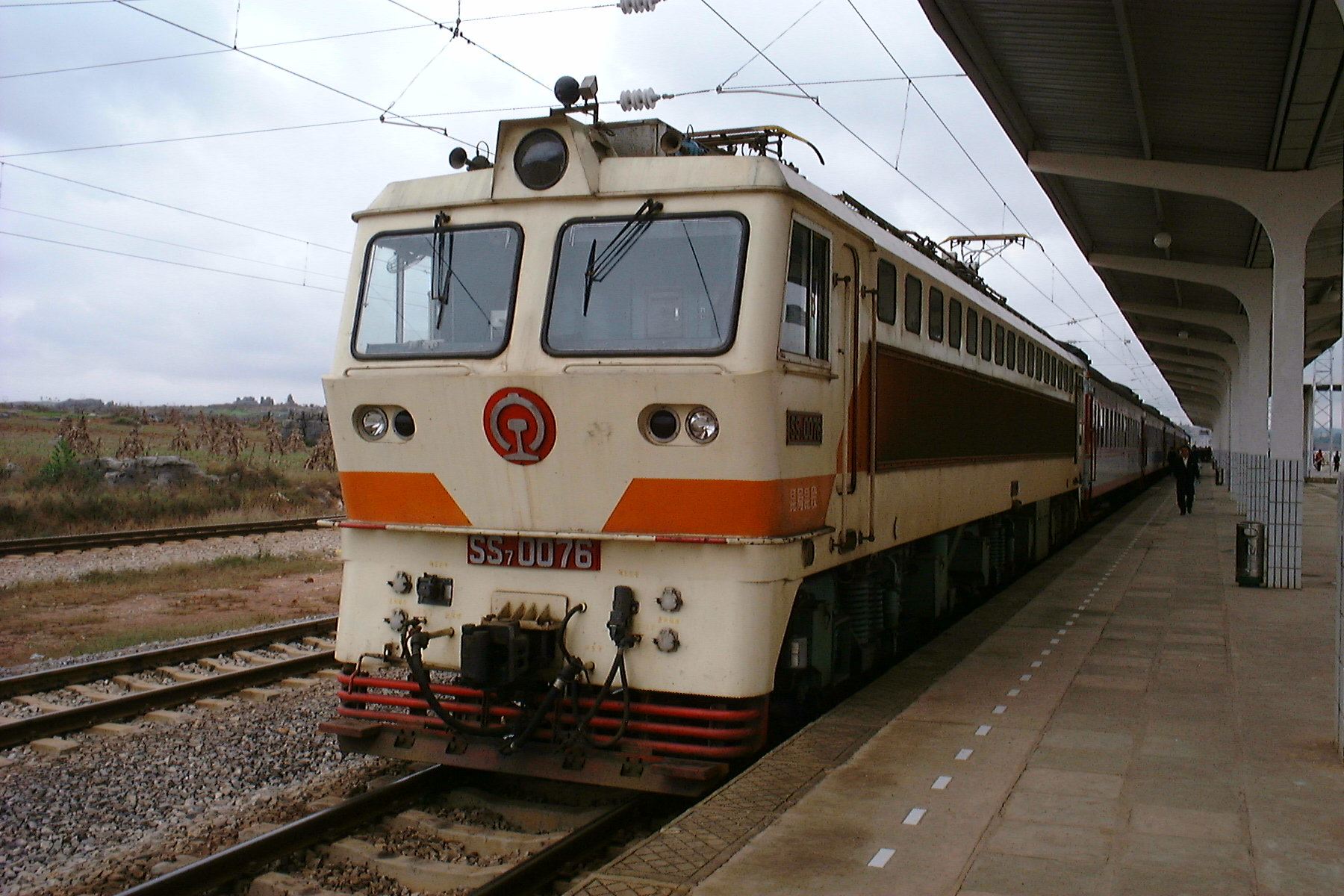
韶山7型電気機関車76号機（撮影:1999年10月）

- 鉄道、軌道車輛（機関車、電車）の新造。

## 主な製造車輛

### 蒸気機関車
- 中国国鉄前進型蒸気機関車（QJ）
- 中国国鉄星火型蒸気機関車（XH）（設計のみ。量産は長春、牡丹江）

### 電気機関車
- 中国国鉄韶山3B型電気機関車 （SS3B）
- 中国国鉄韶山4型電気機関車 （SS4）
- 中国国鉄韶山4G型電気機関車 （SS4G）
- 中国国鉄韶山6B型電気機関車 （SS6B）
- 中国国鉄韶山7型電気機関車 （SS7）
- 中国国鉄韶山7B型電気機関車 （SS7B）
- 中国国鉄韶山7C型電気機関車 （SS7C）
- 中国国鉄韶山7D型電気機関車 （SS7D）
- 中国国鉄韶山7E型電気機関車 （SS7E）
- 中国国鉄天梭型電気機関車
- 中国国鉄HXD2型電気機関車（アルストムと共同開発）

### 電車
- 中国国鉄DJJ2型電車 （中華之星号）*電動車のみ